# Pseudagrion evanidum
Pseudagrion evanidum là một loài chuồn chuồn kim trong họ Coenagrionidae.
Pseudagrion evanidum được miêu tả khoa học năm 1939 bởi Needham & Gyger.